# Альфред Ерну
Альфред Ерну (фр. Alfred Ernout, 30 жовтня 1879, Лілль — 16 червня 1973, Париж) — французький філолог, професор (з 1916), член Академії написів (з 1934). Автор праць з латинської мови та літератури (зокрема один з найкращих етимологічних словників латинської мови), видання пам'яток латинської літератури.
Викладав в Лільському університеті і в Сорбонні, пізніше в Колеж де Франс (з 1944). Один із засновників асоціації ім. Гійома Бюде (1917), присвяченій дослідженням античності. Президент Паризького лінгвістичного товариства (1953). Найпопулярнішими є дві його праці: складений спільно з А. Мейе етимологічний словник латинської мови (1932) і написаний спільно з Ф. Тома нарис латинського синтаксису (1951). Здійснив також наукові видання текстів багатьох латинських авторів, зокрема Лукреція, Петронія, Плавта, Плінія Старшого та ін.